# Deborah Foreman
Deborah Lynn Foreman (geboren 12 oktober 1962) is een Amerikaanse fotografe en actrice. Ze is misschien wel het meest bekend van haar hoofdrol in de film Valley Girl uit 1983, waarin ze tegenover Nicolas Cage speelde. Ze wordt ook beschouwd als een scream queen en is bekend van haar rollen in verschillende horrorfilms uit de jaren 80, zoals April Fool's Day, Waxwork, Destroyer en Sundown: The Vampire in Retreat.

## Filmografie

### Films
| Jaar | Film                                  | Personage            |                                             |
| ---- | ------------------------------------- | -------------------- | ------------------------------------------- |
| 1982 | Love in the Present Tense             | Heather Jenkins      |                                             |
| 1982 | I'm Dancing as Fast as I Can          | Cindy                |                                             |
| 1982 | In the Custody of Strangers           | Karen                | Televisiefilm                               |
| 1983 | Valley Girl                           | Julie Richman        |                                             |
| 1983 | Grizzly II: The Predator              | Chrissy              | Uitgebracht in 2020 als Grizzly II: Revenge |
| 1985 | Real Genius                           | Susan Decker         |                                             |
| 1986 | Charlie Barnett's Terms of Enrollment | Coed/Recruiter       |                                             |
| 1986 | My Chauffeur                          | Casey Meadows        |                                             |
| 1986 | April Fool's Day                      | Muffy/Buffy St. John |                                             |
| 1986 | 3:15                                  | Sherry Havilland     |                                             |
| 1988 | Waxwork                               | Sarah Brightman      |                                             |
| 1988 | Destroyer                             | Susan Malone         |                                             |
| 1989 | Friends, Lovers, & Lunatics           | Annie                |                                             |
| 1989 | The Experts                           | Jill                 |                                             |
| 1989 | Lobster Man from Mars                 | Mary                 |                                             |
| 1989 | Sundown: The Vampire in Retreat       | Sandy White          |                                             |
| 1991 | Lunatics: A Love Story                | Nancy                |                                             |
| 2007 | Beautiful Loser                       | Carly                |                                             |
| 2020 | Valley Girl                           | Shopgirl             | Cameo                                       |
| 2023 | The Demons Within                     | Nurse Didi           |                                             |

### Televisieseries
| Jaar | Serie               | Personage                   |                                             |
| ---- | ------------------- | --------------------------- | ------------------------------------------- |
| 1981 | The Grady Nutt Show | Becky Williams              |                                             |
| 1982 | T. J. Hooker        | Alise Edwards / Jenny Clark | Afl. God Bless the Child en Deadly Ambition |
| 1983 | Romance Theatre     | Heather Jenkins             | 5 afl.                                      |
| 1983 | Family Ties         | Mary Catherine              | Afl. Stage Fright                           |
| 1984 | Hot Pursuit         | Jody                        | 2 afl.                                      |
| 1986 | Maggie              | Alyce Farnsworth            | Pilootaflevering                            |
| 1991 | MacGyver            | Beth Webb                   | Afl. Eye of Osiris                          |
| 1995 | The Marshal         | Callie Fetter               | Afl. Gone Fishing                           |